# Иванов, Румен
Румен Иванов (14 сентября 1973, Карлово, Пловдивская область — 8 ноября 2024, Сопот, Пловдивская область) — болгарский профессиональный футболист, игравший на позиции нападающего. Он умер от сердечного приступа 8 ноября 2024 года в возрасте 51 года.

## Биография

### Игровая карьера
За всю футбольную карьеры Иванов играл за 17 разных футбольных клубов, среди которых были «Этыр», «Ботев», «Левски» и «Родопа». В Швейцарии он играл за «Янг Бойз», «Арау» и «Баден».
Завершил карьеру в 2012 году в клубе «Локомотив».